# 大卫·菲利普斯
大卫·菲利普斯（英語：David Phillips，1964年—）是美国一名土木工程师。1999年，他因在一场由 Healthy Choice 食品举办的营销活动中赚取大量飞行常客奖励计划里程而闻名。
菲利普斯是加州大学校长办公室能源与可持续发展副主席。1999年，Healthy Choice 食品举办购买产品获赠飞行常客里程的促销活动。菲利普斯在超市购物时发现，购买该品牌的一种布丁产品可以赚到的飞行常客里程的价格超过了布丁本身的零售价。1999年5月，菲利普斯通过大量购买布丁，获得了1,253,000英里的飞行常客里程。

## 过程
1999年，Healthy Choice 食品开展了一项促销活动，消费者可以用10张 Healthy Choice 产品的外包装条形码兑换500英里航空里程。 菲利普斯以每英里2美分的价格估价，发现每一张条形码的回报（1美元）相当于 Health Choice 冷冻主菜（frozen entree）产品价格（零售价2美元）的很大一部分。在购物时，他还发现 Healthy Choice的汤罐头仅售0.90美元。 
之后，菲利浦斯在附近的 Grocery Outlet 超市购物时发现 Healthy Choice 的布丁产品也参加航空积分促销活动，而且一份布丁单价只有25美分。  他随即跑遍了萨克拉门托地区10家 Grocery Outlet 超市，花了3140美元买光各家超市里所有的布丁，共计12150份。  他还让 Grocery Outlet 超市经理下单进货更多布丁。为了掩人耳目，他声称他囤积布丁是为了应对即将到来的千年虫问题。 超市工作人员则开始称呼他为“布丁男”（Pudding Guy）。
Healthy Choice 的促销活动还包含了早鸟奖励（在1999年5月前将产品条形码邮寄给公司，每提交10个条形码，赚取的里程从500英里增加一倍至1,000英里）。菲利普斯无法在如此短的时间内将所有条形码从布丁包装上撕下来，他就去找慈善组织救世军当地分支机构的工作人员来帮他撕条形码。作为交换，菲利普斯把布丁捐给了救世军。这笔捐赠还让他获得了815美元的税收减免，进一步提高了他的投资回报率。 

## 结果
菲利普斯提交了邮寄条形码的证明之后，Health Choice 食品奖励了他1,253,000英里飞行常客里程。 他将其中一小部分里程登记到他的美联航，达美航空和西北航空飞行常客帐户，而将大部分里程（超过一百万英里）都登记到他的美国航空 AAdvantage帐户，这使得他获得了美国航空终身金卡会员身份。 
由于持有 Healthy Choice 品牌的康尼格拉食品公司向航空公司购买里程的成本低廉，并且因此获得了宣传，所以食品公司和航空公司都没有因菲利普斯的行为而受到不利影响。 
自2000年以来，菲利普斯继续透过各类飞行常客促销活动赚取里程，他赚取里程的速度是他消费里程速度的五倍。现在他的AAdvantage帐户已达到终身白金身份。 
菲利普斯的故事被包括《华尔街日报》和《泰晤士报》在内的新闻媒体报道。菲利浦斯的故事也是2002年保罗·托马斯·安德森故事片《戀愛雞尾酒》一部分情节的原型。 